# Zwang

Versuch einer Unterscheidung von inneren und äußeren Persönlichkeitsschichten. Bereits C. G. Jung hielt die Persona (= „Maske“) als Hülle bzw. als einen der Umwelt zugewandten Ausschnitt aus dem Ich. Das personale Ich (gelb) ist demnach weiter zu untergliedern. Der innerste Kern des Ichs wird auch als Selbst bezeichnet.

Zwang ist die subjektive Wahrnehmung einer dem eigenen freien Willen entgegengesetzten Beeinflussung und Nötigung, die mit Ich-Fremdheit einhergeht. Zwang kann in doppelter Hinsicht beschrieben werden, einerseits als gefährliche äußere Bedrohung und andererseits als innerseelischer Zustand, was die Handlungsfreiheit unterlegener Personen gleichermaßen einschränkt und deren Verhalten und Handlungsweisen bestimmt. Objektiv sind die äußeren, aber auch  einzelne seelische Zwangserscheinungen feststellbar.(a)

## Nähere Kennzeichnung
Zwang wird daher auch als sinnloser Impuls definiert, gegen den man sich trotz des selbst empfundenen Widerspruchs vergeblich wehrt. Während innerseelische Zustände als subjektive Zwangserscheinungen bzw. als zwanghaft oder anankastisch bezeichnet werden, pflegt man die äußeren Mittel und Methoden physischen Zwangs meist als eher objektiv notwendige Gegebenheiten, Erfordernisse oder Maßnahmen innerhalb sozialer Gemeinschaften anzusehen. Die Soziologie hat mögliche wechselseitige Zusammenhänge zwischen äußerem und innerem Zwang als plausibel erkannt. Die entsprechenden inneren Persönlichkeitsstrukturen, wie aus vorstehender Abb. ersichtlich, entstehen danach vielfach durch Internalisierung ausgehend von umweltbedingten Einflüssen (Verinnerlichung des äußeren Zwangs).(a) So wurde seit William Battie (1704–1776) bereits Kritik an der – wie im Absolutismus üblichen – logischen Ausgrenzung der „Unvernunft“ und den damit verbundenen äußeren Zwangsmaßnahmen gegenüber Betroffenen geübt. Allerdings erhält die „Störung“ damit auch einen eigenständigen, sowohl den bereits bekannten anatomisch-nervösen Strukturen, als auch der Psyche zugeschriebenen Wert. Dies wird später sowohl der psychologischen Interpretation dienen als auch Raum geben für die Annahme autochthoner bzw. endogener Krankheitsursachen.(b) Anstelle eines strukturellen nervösen Defizits kann so aufgrund funktioneller Sichtweise z. B. vielmehr eine Traumatisierung angenommen werden. Damit wird wiederum Kritik gegen einen nosologisch allzu starren Krankheitsbegriff in der Psychiatrie geübt. Dessen ungeachtet können akut bis mittelfristig anhaltende Zwangserscheinungen sowohl bedingt durch organische Krankheiten als auch hervorgerufen durch ungewöhnliche äußere Umstände und außergewöhnliche Ereignisse wie etwa schreckhafte Erlebnisse auftreten.(c)

## Zwangserscheinungen
Neben den bereits erwähnten als zwanghaft und ichfern empfundenen Vorstellungen, Zustandsgefühlen oder Handlungsimpulsen ist vor allem der Wiederholungszwang als auffälliges Merkmal des Zwangs anzuführen. Das psychologisch komplexe Geschehen des Wiederholungszwangs ist im Mythos von Sisyphos als ewig vergebliche Mühe sprichwörtlich geworden. Die von Albert Camus (1913–1960) beschriebene Absurdität dieses Zwangs besteht in bestimmten Gewohnheiten des Denkens und Handelns, deren ein darin gefangener Mensch sich nicht bewusst ist.

### Psychologische Bewertung der Symptome
Wolfgang Loch hält den Wiederholungszwang als einen der Faktoren von Überdetermination seelischer Leistungen oder Fehlleistungen. Wiederholungszwang etwa in Form von Grübelsucht kommt nicht nur beim Zwang, sondern auch bei depressiven Charakteren und krankhafter Depression vor.(a) Es handelt sich daher um eine unspezifische psychische Manifestation. Die mehr oder weniger unwiderstehliche Tendenz einer Person, unlustvolle, zum Teil sogar schmerzhafte und traumatische Erfahrungen zu wiederholen, hat Sigmund Freud (1856–1939) als Auswirkung des Todestriebs angesehen. Sie geht aber etwa beim Träumer wiederkehrender Angstträume zum Teil auch auf die inszenierte Antwort und Abwehr libidinöser Motive zurück, die ihrerseits aus den introjizierten Straftendenzen der Umgebung herrührt. Es konnte nämlich gezeigt werden, dass Angstträume ihren Ausgang auch aus lustvollen Motiven nehmen.(c) Viele Autoren widersprechen daher der von Freud geforderten Rückführung des Wiederholungszwangs auf den Todestrieb.(b) Der Wiederholungszwang stellt somit möglicherweise einen universellen Mechanismus dar, der sich als funktionelles Prinzip (Funktionskreis) verstehen lässt zur Aufrechterhaltung eines stets bedrohten Gleichgewichtszustands im gesamten Nervensystem. - Neben negativen Seiten, die hauptsächlich durch die Gesichtspunkte des Todestriebs vertreten werden, findet Alice Miller (1923–2010) auch positive Seiten am Phänomen des Wiederholungszwangs. Dieser gebe Gelegenheit, zu immer neuen kreativen Einsichten in der Selbstfindung, sofern die negativen Seiten der meist ungenügenden Übertragung von Gefühlen in der eigenen Kindheit jeweils ernst genommen werden.

## Psychologie

### Typologie
Fritz Riemann (1902–1979) beschreibt in seinem Buch Grundformen der Angst zwanghafte oder anankastische Persönlichkeiten, die keineswegs als krankhaft zu bezeichnen sind, sondern als Varianten von Persönlichkeitseigenschaften anzusehen sind. Als wesentliches Charaktermerkmal der zwanghaften Persönlichkeit bezeichnet Riemann die Suche nach Sicherheit. Gesetzmäßig vorhersehbare Abläufe und die verlässliche Wiederkehr des Gewohnten sind von größter Bedeutung für den anankastischen Charaktertyp. Vorbild für solche Abläufe sind die Naturgesetze, wie sie das physikalische Weltbild vermittelt. Solche Sicherheit und unbedingte Gewähr wird zumeist aber auch von den Vertretern eines für die jeweilige menschliche Gemeinschaft verbindlichen Gesetzes- bzw. Moralgefüges beansprucht. Immanuel Kant hat dies in seinem bekannten Vergleich festgehalten: „Der bestirnte Himmel über mir und das moralische Gesetz in mir“. (KpV A 288) Hier wiederholt sich die bereits in Kap. Nähere Kennzeichnung angeschnittene Frage des Zusammenhangs von Struktur und Funktion.

### Psychoanalyse
Sigmund Freud führte die Zwangserscheinungen auf Konflikte innerhalb des Strukturmodells der Psyche zurück. Insbesondere sei das strafende Über-Ich für die Ausprägung der Zwangserscheinungen wesentlich. Fixierungen in der späten analen Phase führen zur Entwicklung zwanghafter Verhaltensweisen,(d) können zu einer Zwangsstörung führen oder in die Entwicklung eines sog. Analcharakters münden.

## Pädagogik
Nach überwiegender pädagogischer Auffassung soll Erziehung darauf angelegt sein, auf Zwang möglichst zu verzichten. Eine solche auf Zwang weitestgehend verzichtende Erziehung, hat zum Ziel, den Zwang zunehmend durch Einsicht und Selbstkontrolle zu ersetzen. Dennoch erscheint er zur Abwendung unmittelbarer Gefahr für den Heranwachsenden (z. B. beim Kleinkind) oder seine Umgebung (z. B. bei Verwahrlosung) unumgängliches Erziehungsmittel. Da die Grenzziehung nicht immer einfach und widerspruchsfrei erfolgen kann, spricht Klaus Dörner von einer Dialektik des Zwangs.(d) Körperliche Gesichtspunkte des in der Abb. dargestellten Persönlichkeitsmodells erweisen sich bei der körperlichen Reifung in der Pubertät als wesentlich, vgl. die Bedeutung und Grenzen der Sexualkunde.

## Psychiatrie

### ICD
Abzugrenzen ist der in diesem Artikel behandelte äußere Zwang von den auf innere Zwänge zurückzuführenden psychischen Störungen.
Nach ICD-10 werden
- die Zwangsstörung und 
- die zwanghafte Persönlichkeitsstörung unterschieden.
Es handelt sich bei dieser Gruppe von Störungen um die vierthäufigste psychiatrische Erkrankung.

### Geschichte des äußeren Zwangs (Zwangsbehandlung) in der Psychiatrie
Zwangsbehandlung als bewusste Anwendung äußeren Zwangs bei psychisch auffälligen Personen war insbesondere im 19. Jahrhundert während und nach der Gründungsphase der Anstaltspsychiatrie üblich. Karl Jaspers (1883–1969) spricht von der Unausweichlichkeit des Zwangs in der Anstaltsbehandlung. Damit ist nicht nur gemeint, dass in jeder Anstalt eine Hausordnung besteht, die umso strenger sein muss, je mehr Personen ein Haus jeweils aufgenommen hat, dabei von Anstalt zu Anstalt relativ verschiedenartig sein kann und vom Leiter der Anstalt abhängt. Der längere Aufenthalt in einer solchen Anstalt kann selbst dann, wenn sie – wie etwa in der als psychiatriegeschichtlich modellhaft zu bezeichnenden landschaftlich angenehmen Umgebung einer Einrichtung wie des York Retreat erfolgt – zu subjektiven und objektiven Zwangserscheinungen führen, wenn nicht für eine als sinnvoll empfundene Beschäftigung bzw. Arbeitstherapie gesorgt ist. Selbst fortschrittliche Vertreter der damaligen Anstaltspsychiatrie wie Christian Roller (1802–1878), der seinen Patienten „nur Mitleid und Hilfe“ zukommen lassen wollte, wurde von anderen liberaleren Anstaltsgründern dafür kritisiert, dass er nicht für eine möglichst schnelle soziale Wiedereingliederung seiner Patienten sorge und damit auch für eine Einordnung in den allgemeinen Arbeitsprozess. Seine Anstalt mit eigenem Musiklehrer, Geistlichem und mit Gelegenheit zum Turnen, zu Vorträgen und Tanzveranstaltungen sei zu sehr auf dauerhafte Absonderung der Irren von der Gesellschaft ausgerichtet und begünstige damit die Entstehung von Hospitalismus. Roller lehnte außerdem eine no-restraint-Behandlung ab.(e)

## Kritik

### Soziologie
Kritik an der Anwendung von Zwang berührt die Frage unzulässiger Gewaltanwendung. Dabei erscheint u. a. die Tatsache der Gruppenbildung von Bedeutung.(a) Definiert man äußeren Zwang als gesellschaftliche Reaktion mit Mitteln der Gewalt auf eventuelle als bedrohlich eingeschätzte individuelle Verhaltensweisen, so erscheint die kollektive Rolle dieser Gesellschaft als Instanz, die Gewaltmittel zu ihrem eigenen Bestand einsetzt. Solche als bedrohlich angesehene individuelle Verhaltensweisen können sowohl die Gesellschaft als ganzes betreffen als auch das Individuum selbst als Teil der Gesellschaft. Die ein solches Gemeinwesen begründende Kraft ist nach Thomas Hobbes (1588–1679) letztlich die Furcht vor einem gewaltsamen Tod, welche Menschen dazu veranlasst, den Naturzustand (der reinen Selbsterhaltung mit Hilfe des Kriegs aller gegen alle) zu verlassen und ein Gemeinwesen zu gründen.(b)

### Psychotherapie versus Psychiatrie
Kritik an der klassischen deutschen Psychiatrie ist vor allem seitens der Vertreter psychotherapeutischer Verfahren geübt worden. Diese Kritik bezieht sich auf die Aufhebung medizinischer Einseitigkeit in einer ausschließlich naturwissenschaftlichen Betrachtungsweise, die körperliche Behandlungsmethoden favorisiert und sich dabei vielfach auf Zwangsmaßnahmen ohne eigene Krankheitseinsicht des Patienten bezieht.

## Medien
- Cécile Loetz, Jakob Müller: Zwang, Zwanghaftigkeit und Zwangserkrankungen. In: Rätsel des Unbewußten. Podcast zur Psychoanalyse und Psychotherapie (Folge 17).